# Брокен Ароу (Оклахома)
Брокен Ароу (енгл. Broken Arrow, буквални превод Сломљена стрела) град је у америчкој савезној држави Оклахома и њен четврти највећи град. Основан је 1902. године уз тек изграђену пругу Канзас-Тексас. Назван је по заједници Индијанаца припадника племена Маскоги, досељених у Оклахому из Алабаме током "Стазе суза". 
Један је од најбрже растућих градова у савезној држави Оклахоми. Након Другог светског рата град је имао нешто мање од 4000 становника да би број становника на попису из 2020. износио 113.540.

## Демографија
По попису из 2010. године број становника је 98.850, што је 23.991 (32,0%) становника више него 2000. године. Попис из 2020. вели да у Брокен Ароуу живи 113.540 лица.
| Група             | 2000.          | 2010.          |
| Белци             | 62.485 (83,5%) | 75.008 (75,9%) |
| Афроамериканци    | 2.793 (3,7%)   | 4.282 (4,3%)   |
| Азијати           | 1.425 (1,9%)   | 3.585 (3,6%)   |
| Хиспаноамериканци | 2.664 (3,6%)   | 6.378 (6,5%)   |
| Укупно            | 74.859         | 98.850         |